# Ronny Graham
Ronny Graham est un acteur, compositeur et scénariste américain, né le 26 août 1919 à Philadelphie, en Pennsylvanie, et mort le 4 juillet 1999 à Los Angeles, en Californie (États-Unis).

## Filmographie

### comme Acteur
- 1972 : Dirty Little Billy : Charle Nile
- 1974 : The Hudson Brothers Razzle Dazzle Show (en) (série télévisée) : Regular
- 1975 : The Bob Crane Show (en) (série télévisée) : M. Ernest Busso
- 1976 : Won Ton Ton, le chien qui sauva Hollywood (Won Ton Ton, the Dog Who Saved Hollywood) de Michael Winner : Mark Bennett
- 1977 : Drôle de séducteur (The World's Greatest Lover) : Director Dorsey
- 1981 : La Folle Histoire du monde (History of the World: Part I) : Jew #2
- 1983 : To Be or Not to Be : Sondheim
- 1984 : The Ratings Game (en) (TV) : Cap'n Andy
- 1987 : La Folle Histoire de l'espace (Spaceballs) : Minister
- 1991 : Frogs! (TV) : Jake
- 1991 : Chienne de vie (Life Stinks) : Priest (voix)
- 1993 : Sacré Robin des Bois (Robin Hood: Men in Tights) : Villager
- 1996 : Revers de fortune (The Substance of Fire) : Louis Foukold

### comme scénariste
- 1954 : New Faces of 1952
- 1983 : To Be or Not to Be
- 1983 : An Audience with Mel Brooks (TV)
- 1984 : Cash-cash (Finders Keepers)

### comme compositeur
- 1950 : The Colgate Comedy Hour (série télévisée)
- 1954 : The George Gobel Show (série télévisée)
- 1955 : The Phil Silvers Show (série télévisée)
- 1959 : Keep in Step (TV)